# Marks (Mississippi)
Pour les articles homonymes, voir Marks.
La ville de Marks est le siège du comté de Quitman, situé dans l'État du Mississippi, aux États-Unis.